# 교황 보니파시오 9세
교황 보니파시오 9세(라틴어: Bonifacius PP. IX, 이탈리아어: Papa Bonifacio IX)는 제203대 교황(재위: 1389년 11월 2일 - 1404년 10월 1일)이다. 본명은 피에트로 토마첼리(이탈리아어: Pietro Tomacelli)이다. 서방교회 대분열(서구 대이교)시절의 두 번째 로마 교황이다. 그의 재위기간 동안 아비뇽에는 프랑스 왕의 후원 아래 교황을 참칭한 대립교황 클레멘스 7세(재위1378-94)와 대립교황 베네딕토 13세가 있었다.

## 교황 선출 이전
피에트로 토마첼리는 1350년경 나폴리 태생으로 안드레아라는 형제가 한 명 있었다. 그는 제노바와 나폴리 왕국 카사라노에 자리잡은 영향력 있는 귀족 집안에 속했던 톰마소 치보의 후손이었다. 젊은 나이에 추기경이 되었는데, 교황이 되기 전까지의 경력은 별로 알려진 것이 없다. 동시대 독일의 자료를 근거로 니하임의 디트리히는 그가 문맹이었다고 주장했다(nesciens scribere etiam male cantabat).
교황 우르바노 6세의 선종으로 아비뇽의 대립교황은 프랑스 왕 샤를 6세의 외교 경로를 통해 로마 측 추기경들이 자신을 우르바노 6세의 후계자로 추대하여 분열을 종식될 것으로 기대하였는데, 로마 측 추기경들은 토마첼리를 새 교황으로 선출했다. 뛰어난 신학자도 아니었고 행정력도 뛰어나지 않았던 그는 전임자와는 대조적으로 요령 있고 신중한 인물로 어려운 시기를 타개하기에 제격으로 비춰졌지만, 루트비히 파스토르는 그의 치세를 다음과 같이 말하고 있다. “이 시기 동안 일치를 위한 수많은 노력은 교회 역사에서 가장 슬픈 일련의 사건들로 이어진다. 교황은 이러한 끔찍한 사태를 종식시킬 만한 도량을 갖고 있지 못했다.”
1389년 콘클라베에서 그가 교황으로 선출되었다는 소식에 독일과 잉글랜드, 헝가리, 폴란드 그리고 이탈리아의 도시 국가 대다수가 그를 교황으로 받아들였다. 그 외 나머지 유럽 국가들은 아비뇽의 대립교황 클레멘스 7세를 지지했다. 교황 보니파시오 9세와 대립교황 클레멘스 7세를 서로를 파문하였다. 토마첼리가 선출되기 전날 로마 교황에게 순명을 맹세한 14명의 추기경이 로마에서 신자들과 함께 남아 있었다.
한편, 아비뇽의 대립교황 클레멘스 7세는 앙주의 루이 2세의 나폴리 왕 대관식을 집전했다. 젊은 라디슬라오는 1386년 암살당한 나폴리 왕 카를로 3세의 정당한 상속인이었으며, 그의 어머니 두라초의 마르가리타는 전통적으로 로마에서 교황을 지지하며 반교황파와 투쟁한 명문 집안의 후손이었다. 보니파시오 9세는 1390년 5월 29일 가에타에서 라디슬라오의 나폴리 왕 대관식을 집전하였으며, 이후 10년 간 이탈리아 남부에서 앙주 가문 파벌을 몰아내기 위해 서로 협력하였다.

## 교황 선출 이후
보니파시오 9세는 재위기간 동안 마침내 골치아픈 로마 현 코무네의 독립 문제를 해결하고, 산탄젤로 성을 요새화하고 다리를 놓음으로써 로마에 대한 세속적 통치권을 확립하였다. 그리고 페루자 지방이나 아시시에서 좀 더 평화로운 환경하에 오랜 시간을 보냈다. 또한 그는 오스티아의 주교급 추기경으로부터 오스티아 항구를 환수하였다. 보니파시오 9세는 점차 교황령의 주요 성들 및 도시들의 통치권을 되찾았으며, 15세기에 이르러 교황령을 재건했다.
1394년 9월 16일 아비뇽에서 대립교황 클레멘스 7세가 사망했다. 그러자 프랑스파 추기경들은 서둘러 9월 28일 스페인 태생 페드로 데 루나 추기경을 그의 후임자로 선출했다. 바로 대립교황 베네딕토 13세이다. 향후 몇 년에 걸쳐 보니파시오 9세는 그의 강력한 지지자들인 잉글랜의 리처드 2세와 프랑크푸르트 의회, 신성 로마 제국의 바츨라프 4세 등으로부터 교황좌에서 물러나라는 요청을 받았으나 거부하였다. 서방교회 대분열(서구 대이교)을 종식시키기 위한 유일한 방법으로 세계 공의회를 소집하라는 요구가 커졌지만, 보니파시오 9세 재위기간 동안에는 공의회를 소집하려는 그 어떤 움직임도 없었다.
보니파시오 9세의 치세 동안 로마에서는 두 차례 성년을 지냈다. 첫 번째 성년은 1390년의 것으로, 그의 전임자 교황 우르바노 6세가 선언한 것이었다. 독일과 헝가리, 폴란드, 보헤미아, 잉글랜드 등지에서 온 사람들이 로마를 많이 찾아왔다. 독일의 일부 도시들에서는 성년 순례가 인정되어 전대사를 발표했으나 대사 설교에 있어서 남용과 추문이 일어나기도 했다. 1400년에 지낸 두 번째 성년은 특히 전염병의 피해에도 불구하고 프랑스에서 수많은 순례자가 로마를 방문하였다. 보니파시오 9세는 이에 아랑곳하지 않고 로마에 그대로 머물렀다.
1399년 후반기에는 특히 과거 카타리파가 준동하였던 프로방스 지역에서 비안키 혹은 알바티(하얀 속죄자)라고 불리는 채찍으로 스스로 자기 몸을 편태하는 무리가 생겨났다. 이러한 운동은 스페인과 이탈리아 북부에 퍼져나갔다. 이들은 과거 1348년에서 1349년까지 흑사병이 창궐한 시기에 채찍질 고행단이 대규모로 전국을 돌아다니던 불편한 기억을 되살렸다. 이들은 등 부분에 붉은색 십자가를 그린 긴 흰색 옷을 입고 얼굴에는 두건을 뒤집어 썼으며, 커다란 십자가를 든 지도자를 따라 행진하며 여기저기 돌아다녔다. 여기에 곧 종말이 올 것이라거나 성모 마리아가 발현했다는 등의 소문까지 나돌았다. 이들은 성가 스타바트 마테르를 부르며 행진했다. 하얀 속죄자들이 신봉자들을 끌어 모으면서 로마로 오자 보니파시오 9세와 교황청은 잠시나마 그들의 종교적 열정을 높이 평가했다. 하지만 막상 그들이 로마에 이르렀을 때, 보니파시오 9세는 그들의 지도자를 화형에 처했고 그들은 곧 뿔뿔이 흩어졌다. 《가톨릭 백과 대사전》의 설명에 의하면, 보니파시오 9세는 선동가들과 음모꾼들의 쉬운 먹잇감이었던 이 정처 없이 떠도는 무리를 점점 경계하다가 결국엔 해산하였다.
잉글랜드에서는 존 위클리프가 교황이 주교직이나 수도원장직(아빠스) 등 높은 지위나 좋은 성직록이 공석이 될 때 교황이 자신의 이익이나 호감을 고려하여 마음에 둔 후임자들을 미리 정하는 관례에 대해 반대하면서 교황에 적대적인 설교를 하였다. 보니파시오 9세는 annates perpetuæ라는 수익을 도입해서 로마 교황청으로 하여금 모든 성직록의 첫 해 수입 절반을 저축하게 하였다. 교황의 대리인들은 또한 단순히 공석인 자리의 성직록만 판매한 것이 아니라 공석이 예정된 자리의 성직록까지 판매하였다. 그리고 성직록을 판매한다 해도 다른 사람이 그 성직록에 대해 더 많은 액수를 제시한다면 교황은 먼저 판매한 것을 무효화하였다.
당시 니하임의 디트리히는 같은 성직록이 일주일에 여러 번 팔리는 것을 목도하였고, 심지어 교황이 미사를 집전하던 와중에 자기 비서들과 사업 이야기를 나누었다고 냉혹하게 기록하였다. 서구 대이교 기간 동안 교황의 강력한 지지자였던 잉글랜드에서는 이에 대한 반발이 일어났다. 잉글랜드 의회는 잉글랜드 성직 후임자법과 교황 존신죄법을 승인하고 확장했으며, 잉글랜드 왕 에드워드 3세에게 잉글랜드 영토 안에서의 교황 임명권에 대한 비토권을 부여했다. 보니파시오 9세는 잉글랜드의 강력한 반발에 직면하여 뒤로 물러났으며, 오랜 논쟁 끝에 마침내 잉글랜드 왕이 흡족할 만한 소득을 얻었다. 그렇지만 1396년 런던 시노드에서 잉글랜드의 주교들은 위클리프를 단죄했다.
독일에서는 1400년 8월 20일 선제후들이 렌스에서 회합을 가져 쓸모 없는 바츨라프 4세를 독일 국왕 자리에서 물러나게 하고 바이에른 공작 루프레히트와 궁정백 라인을 새 독일 국왕 후보자로 골랐다. 1403년 보니파시오 9세는 바츨라프 4세와 퇴위와 새 국왕으로 루프레히트를 인정함으로써 상황을 최대한 활용했다.
1398년과 1399년에 보니파시오 9세는 술탄 바예지드 1세가 콘스탄티노폴리스를 위협하자 그리스도교 유럽 국가들에게 동로마 황제 마누일 2세 팔레올로고스를 도울 것을 호소하였다. 그러나 당시 유럽에는 예전과는 달리 십자군 원정에 대한 열기가 거의 식은 상황이었다. 1391년 10월 7일 보니파시오 9세는 스웨덴의 비르지타를 시성했다. 보니파시오 9세의 도움으로 1391년에는 페라라 대학교가, 1398년에는 페르모 대학교가, 1392년에는 에르푸르트 대학교가 세워졌다.
보니파시오 9세는 잠시 병을 앓다가 1404년에 선종했다.

## 같이 보기
- 교황 목록